# چما دل اولمو
چما دل اولمو (اسپانیایی: Txema del Olmo‎؛ زادهٔ ۲۶ آوریل ۱۹۷۳ ‏(۵۱ سال)) دوچرخه‌سوار اهل اسپانیا است. وی در مسابقات تور دو فرانس شرکت کرده است.